# Helden van de race
Helden van de race is een jeugdprogramma van het productiehuis Hotel Hungaria.

## Formule
Zes weken lang komen de helden samen om in het thema van de week een zeepkist te bouwen. Dit doen ze in twee teams, team rood en team blauw. Elk team bestaat uit een held, twee kindjes en één volwassen begeleider. De overige twee helden zijn de juryleden van de week.